# Megahyliota feae
Megahyliota feae es una especie de coleóptero de la familia Silvanidae.

## Distribución geográfica
Habita en Tailandia.